# Francesco Portinaro
Francesco Portinaro, né vers 1520 et mort aux alentours de 1578 (avant janvier 1579), est un compositeur italien et humaniste de la Renaissance, actif en Italie du nord et à Rome. Il était très lié à la Maison d'Este de Ferrare, a travaillé pour plusieurs académies humanistes, et était très connu pour ses madrigaux et ses dialogues.

## Biographie
Il est né à Padoue vers 1520. Faute de document, on ne sait rien de sa vie avant 1550, si ce n'est qu'il publie un recueil de motets à Venise en 1548. Fils d'un officiel padouan, il est marié avec Laura d'Este, et réside au palais d'Este à Padoue. En 1555, il postule au poste de maître de chapelle de la cathédrale, et ne l'obtenant pas, consacre le reste de la décennie à ses travaux humanistes et musicaux. En particulier, il participe activement à quatre groupes profanes : un groupe de musiciens à Padoue, et trois académies humanistes à Vicence, Padoue et Vérone. De telles académies devenaient courantes à la fin du XVIe siècle dans le cadre de la renaissance de la pensée humaniste. En musique, ces groupes ont été les premiers à expérimenter les monodies et des formes vocales polyphoniques dramatiques, dans le sillage desquelles naîtra par la suite l'opéra.
Portinaro créé le 21 juin 1555 sa première association, anonyme, pour servir la carrière musicale de ses membres. À la dissolution de ce groupe, il s'installe à Vicence, où il rejoint l'Accademia dei Costanti, société d'humanistes à laquelle il dédie son recueil de madrigaux de 1557. En mars 1557, il retourne à Padoue rejoindre la récente Accademia degli Elevati. On conserve plusieurs registres relatifs aux activités de cette association et aux rôles qu'y a tenus Portinaro. L'académie comprenait environ quarante membres, et contrairement à l'académie d'origine, l'Accademia Filarmonica di Verona, ses membres, semble-t-il, ne se dédiaient pas majoritairement à la composition musicale. Portinaro y est recruté en tant que maestro, et il dut ensuite trouver des assistants professionnels pour les représentations musicales devant les membres. Les sessions, qui incluaient des conférences, des discours, des discussions sur la poésie profane, la poésie classique et autres sujets chers aux humanistes, commençaient et se terminaient souvent par des représentations de Portinaro et ses musiciens. Lui et ses assistants (trois sont listés dans les registres) devaient également, selon leur contrat, enseigner le chant, la pratique instrumentale et autres aspects de la musique à tout membre désireux de le faire. L'association ne fut pas pérenne, et fut dissoute en 1560, sans raison connue. Portinaro lui dédia en 1560 un recueil de madrigaux.
Portinaro se rend ensuite à Vérone, où, à partir de 1561, il est embauché pour un an par l'Accademia Filarmonica. À la fin de l'année 1561, il y est remplacé par Ippolito Chamaterò, qui occupera le poste les deux années suivantes. 
Scipione Gonzaga est le récipiendaire d'un ouvrage de madrigaux de Portinaro en 1563, à Padoue. Gonzaga y fonde une académie, l'Accademia degli Eterei, mais on ne connaît pas de lien entre celle-ci et Portinaro.
Entre 1564 et 1566 ou 1568, Portinaro est à Rome au service du cardinal Hippolyte d'Este, en tant que directeur musical pour son importante institution musicale, qui incluait un groupe de 15 chanteurs, des instrumentistes et un organiste. Hippolyte était un important mécène, et apporta à Rome la somptuosité de la cour d'Este à Ferrare. Il fut également le mécène de Giovanni Pierluigi da Palestrina, à l'époque où Portinaro résidait à Rome. Portinaro composa vraisemblablement sa musique sacrée, principalement des motets, lorsqu'il était en fonction à Rome.
Il y a débat sur son maintien à Rome après 1566 ; il y est peut-être resté, et entré au service du cardinal Luigi d'Este, mais à part une dédicace évocatrice au sein de motets que Portinaro publie en 1568, aucun document n'en atteste. Le musicologue Alfred Einstein pense que Portinaro était présent à Venise vers 1567, en tant qu'imprimeur et éditeur de poésie, dont des œuvres de Pietro Bembo. En 1568, Portinaro est de nouveau à Padoue, et en fin d'année est à Vienne, sans doute pour présenter sa candidature au poste vacant de maître de chapelle à la cour de Maximilien II de Habsbourg. Ne l'ayant pas obtenu, il rentre à Padoue avant mars 1569, pour semble-t-il y demeurer jusqu'à la fin de sa vie.
En 1573 il est recruté par une nouvelle académie padouane, l'Accademia degli Rinascenti, en qualité de directeur musical, avec des prérogatives proches de celles qu'il avait chez les Elevati. Il y embauche certains assistants avec lesquels il avait déjà collaboré. À la différence de l'époque des Elevati, il y avait cette fois-ci à Padoue une autre académie concurrente, l'Accademia degli Animosi. Les deux institutions ne furent néanmoins pas pérennes : la concurrence de Venise, toute proche et alors l'un des foyers musicaux en Europe, était trop importante pour autoriser la présence de multiples associations de ce genre à Padoue. De plus, en 1576, une épidémie de peste bubonique fait 12000 victimes à Padoue et y met un terme pour de nombreuses années à toute activité musicale notable. Portinaro survit à la peste et devient maître de chapelle de la cathédrale de Padoue en décembre 1576. Il le demeure au moins jusqu'en août 1577 comme en témoigne un registre de paiement aux archives de la cathédrale. Ces mêmes archives attestent qu'en janvier 1579 qu'il est décédé, puisque l'administration diocésaine était à la recherche d'un remplaçant, mais la date et les circonstances précises de sa mort ne nous sont pas connues,.

## Musique et influence
Portinaro a composé de la musique vocale sacrée ainsi que profane. Il nous a également laissé quelques tablatures pour luth, seul témoignage de sa musique instrumentale. Sa musique vocale profane, constituée de madrigaux et de dialogues dramatiques, constituait ses compositions les plus connues. Il a publié six recueils de madrigaux et dialogues pour quatre à huit voix, et trois recueils de motets. Quelques madrigaux et motets ont été publiés séparément, et une messe, non publiée, est conservée à la München Bayerische Staatsbibliothek.
La majeure partie de son œuvre profane semble avoir été composée pour les académies où il était maestro. Il compilait régulièrement ses compositions, qu'il publiait alors en les dédicaçant à ses académies et mécènes du moment. Ses madrigaux sont marqués par l'influence de l'école vénitienne de compositeurs tels qu'Adrien Willaert. Stylistiquement, ils sont polyphoniques, sur la réserve, évitant le style maniéré et expérimental de certains autres compositeurs de la sphère vénitienne, tel Cyprien de Rore. Cependant, Portinaro innove en développant le caractère dramatique de ses dialogues, créant un prémices important au développement de l'opéra. On peut par exemple citer une composition qu'il écrit pour Maximilien II à Vienne, premier morceau du recueil Vergini de 1568. Cette œuvre, écrite pour sept voix, figure les Sept Muses, exilées et à la recherche d'un nouveau havre paisible : elles finissent par le trouver en la cour impériale de Vienne. La pièce témoigne de la tendance de l'époque à une dramatisation des compositions, où les voix solo représentent des personnages uniques. Elle montre également l'utilisation croissante en cette période d'histoires profanes, pour la plupart inspirée de l'antiquité classique.
Portinaro a probablement composé la plupart de ses motets lors de son séjour romain, au service du cardinal Hippolyte d'Este. Certains datent de ses premières années d'activité, non documentées. Ces œuvres témoignent également de l'influence de la polyphonie de l'école franco-flamande, telle que pratiquée par Willaert à Venise.
La seule pièce instrumentale attribuée à Portinaro est une suite de tablatures pour luth, qu'il a publiée à Venise au sein d'un ouvrage sur la pratique de la luth rédigé par l'humaniste, musicologue, luthiste et compositeur florentin Vincenzo Galilei (le père de l'astronome). Galilei a probablement écrit lui-même les tablatures, Portinaro n'étant pas connu comme luthiste. La publication s'intitule Fronimo dialogo di Vincentio Galilei fiorentino, nel quale si contengono le vere et necessarie regole del intavolare la musica nel liuto et apparaît dans plusieurs éditions en 1568, 1569 et 1584.